# Jakobskruidaardvlo
De Jakobskruidaardvlo (Longitarsus jacobaeae) is een keversoort uit de familie bladkevers (Chrysomelidae), die tot de tribus Alticini behoort. De wetenschappelijke naam van de soort werd in 1858 als Thyamis jacobaeae gepubliceerd door George Robert Waterhouse, en was een nomen novum voor Thyamis tabida auct. non Fabricius. De soort komt van nature voor in het Palearctisch gebied. In de Verenigde Staten is de kever in 1969 ingevoerd ter bestrijding van Jakobskruiskruid.

## Beschrijving
De licht goudbruine kever is 2-4 mm lang. Oudere kevers zijn donkerder. Het vrouwtje is ongeveer 1 mm groter dan het mannetje, vooral als ze eieren heeft. De kevers kunnen niet vliegen. Aan de rand van de top van de dekschilden zitten lange haren. De witte, ovale eieren zijn 0,66 mm lang en 0,3 mm breed en worden bij het ouder worden oranje. De witte larve is 6 mm lang en 1 mm breed. De kop van de larve is donkerbruin. De witte pop is 2-4 mm lang. Dankzij een veermechanisme (de "metafemorale veer") in de sterk ontwikkelde dij van de achterste poten kunnen de kevers, typisch voor de meeste aardvlooien wegspringen bij gevaar.

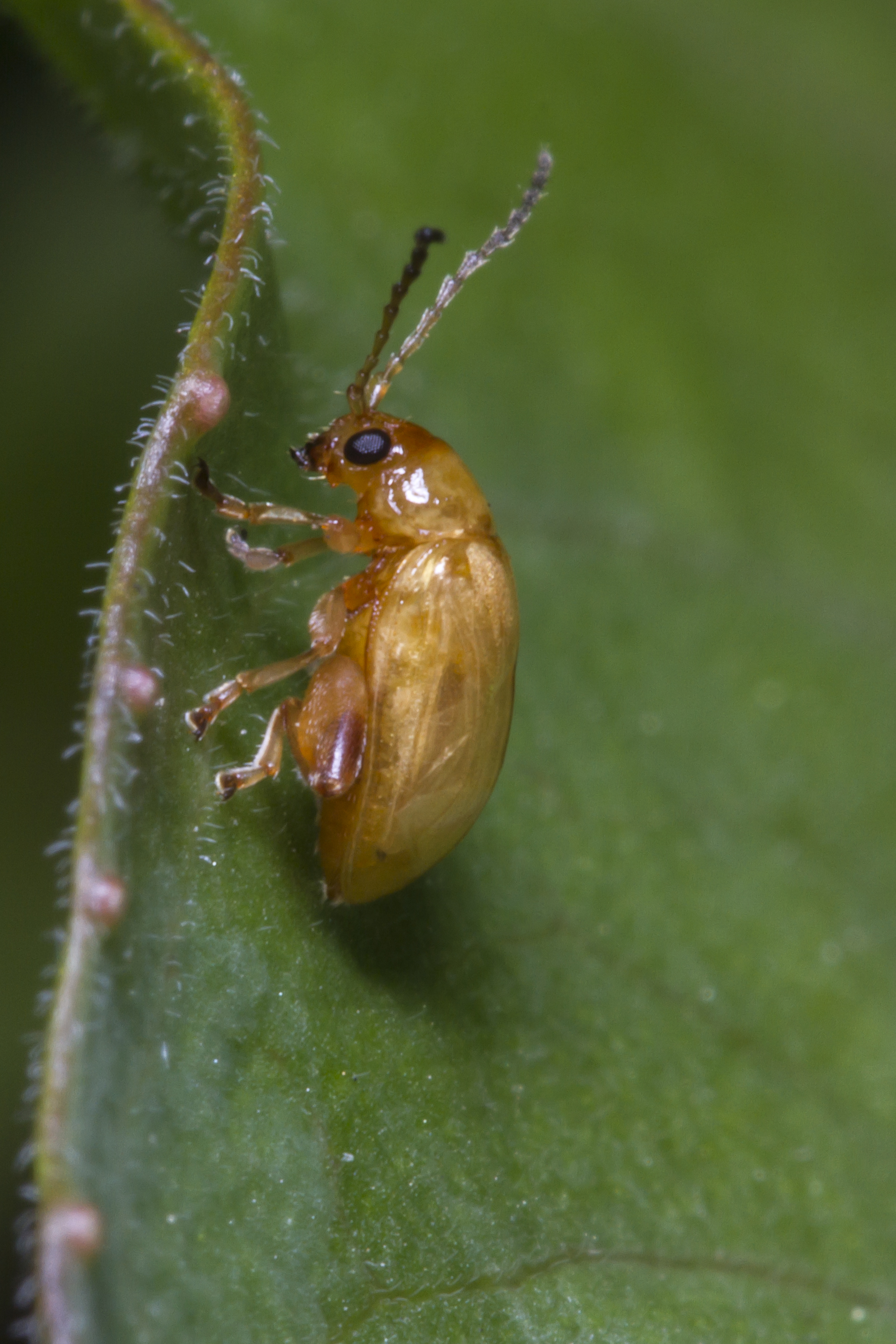
Kever op blad van Jakobskruiskruid
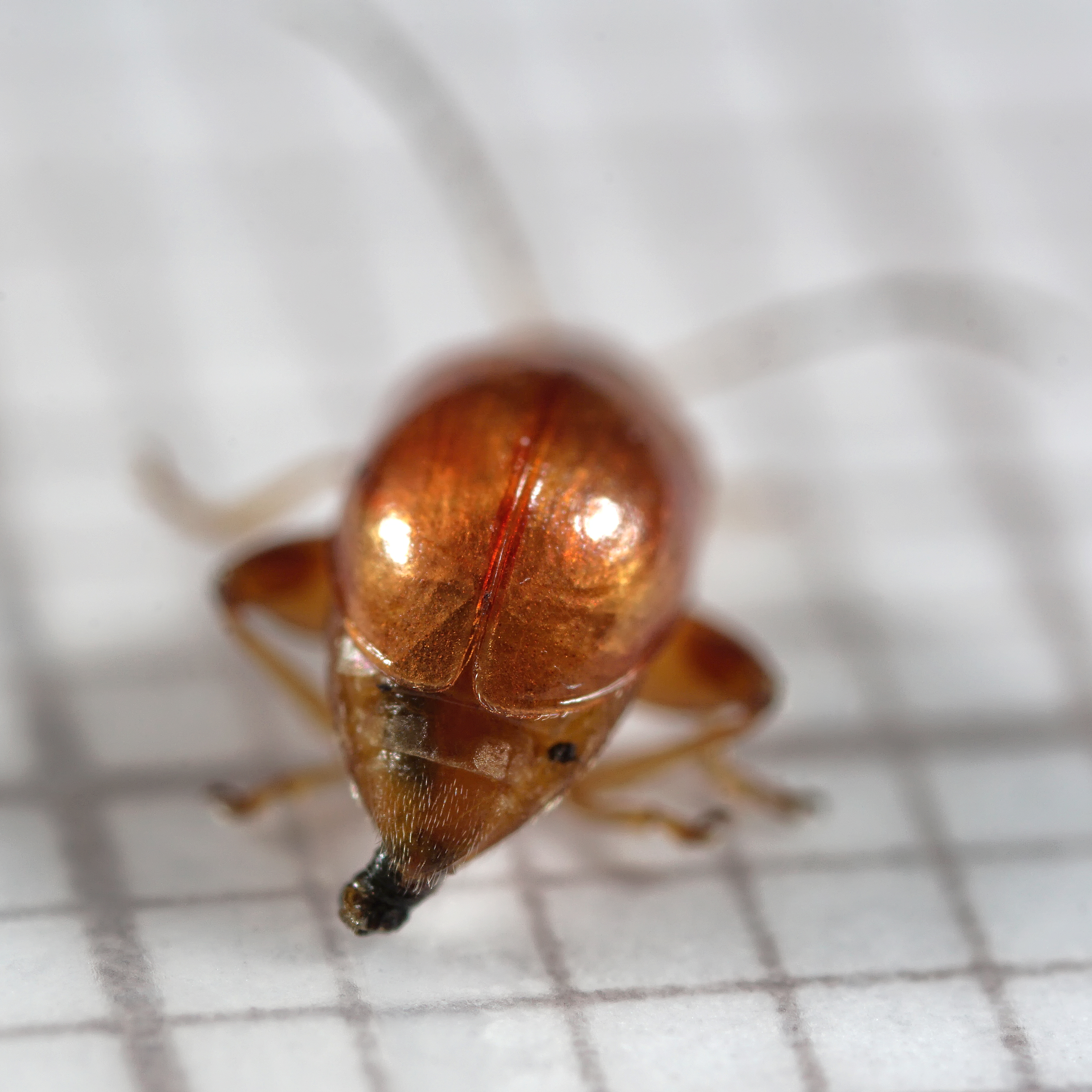
Achterzijde kever met beharing
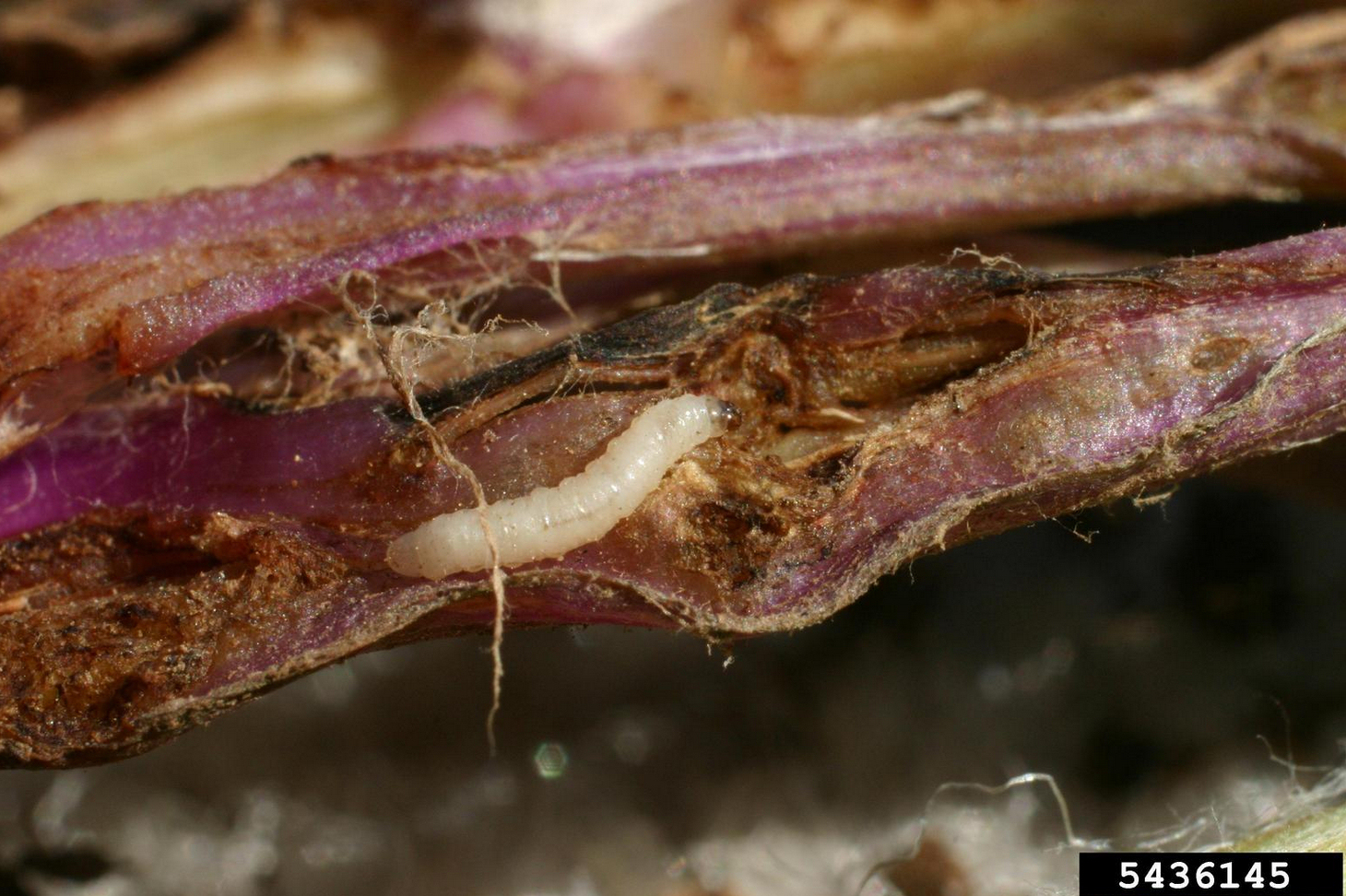
Larve in stengel van Jakobskruiskruid

## Levenswijze
Er is een generatie per jaar. De soort overwintert als de larve. Het vrouwtje legt na paring vanaf juli tot eind december eieren op of nabij de waardplant. De larve komt na ongeveer twee weken uit het ei, of later na een vorstperiode, en graaft zich in de grond om zich te voeden met de wortels, van waaruit ook de stengels worden doorboord. Na 2,5 maand verpoppen de larven. Vanaf half juni komen de kevers uit de poppen. De kever ontbladert de planten die vaak al verzwakt zijn door de larvale schade aan de wortels. De kever maakt ronde gaatjes van 0,5 mm in de bladeren. Uiteindelijk sterven de planten af.

## Waardplant
De belangrijkste waardplant is Jakobskruiskruid. Verder komen de kevers ook voor op bezemkruiskruid.